# 納富信景
納富 信景（のうとみ のぶかげ）は、戦国時代から安土桃山時代にかけての武将。鍋島氏と共に龍造寺氏の家臣であった。歴史的な苗字の読み方は「のうどみ のぶかげ」ではなく「のうとみ のぶかげ」と濁らない。

## 略歴
龍造寺宗家（村中龍造寺氏）当主・龍造寺胤栄の重臣であった納富栄房の子として誕生。初めは、別名として伝わる家房、家景を名乗っていたものと思われる。
天文17年（1548年）、龍造寺胤栄が没し、水ケ江龍造寺氏から龍造寺隆信がその跡を継ぐと、小河信安、福地信重と共に家老となり、偏諱（｢信｣の1字）を受け信景と改名した。永禄元年（1558年）11月の江上武種攻めで戦功を挙げている。永禄4年（1561年）の川上峡合戦では力戦して勝利に貢献し、戦後の神代勝利との和議を主導した。天正8年（1580年）頃に家老職を辞し、家督を嫡子・賢景に譲っている。
没年は天正12年（1584年）とされているが、この年の3月に起きた沖田畷の戦いにて賢景（納富賢嘉とも）が戦死していることから、父である信景も同時に戦死した可能性が高い。
文武両道の名将であったという。

## 系譜
- 父：納富栄房（みつふさ）- 龍造寺胤栄に仕え、｢栄｣の1字を賜う。入道し、道周と号する。
  - 納富信景
    - 子：納富信純（のぶずみ、?-1565）- 長男。しかし、『北肥戦誌』等の一部史料では弟、または義弟ともされており、栄房が西村家秀の弟を養子としたともしている。諱は信澄とも表記され、同じく隆信の1字を賜う。神代長良と争って謀殺された。室は陽泰院（のち鍋島直茂後室）。
    - 子：納富賢景（ともかげ、?-1584※）- 次男（若しくは嫡男）。初名は家輔、家景。信純が信景の実子であるとした場合は、早世した信純に代わって嫡男となったことになる。隆信の子・鎮賢（のちの政家）より偏諱を賜い、賢景に改名（別名として賢嘉（ともよし）とも）。室は太田氏と鍋島直茂の娘・天林。
    - 子：秀島茂景（ひでしま しげかげ）- 秀島信純の養子。隆信・政家父子に代わって実権を握った鍋島直茂より1字を賜う。
    - 子：秀島家周（- いえちか、?-1584※[2]）- 茂景の養子。一時期、兄・賢景と同様にして賢周（ともちか）を名乗っていた。

  - 弟：納富家繁（いえしげ）- 初め信景の養子。
  - 弟：納富信門（のぶかど）- 同じく隆信の1字を賜う。

※天正12年（1584年）、沖田畷の戦いにて隆信らと共に戦死。特に賢景（家輔・賢嘉）には嗣子がなかったため、嫡流は一時断絶。のちに龍造寺信周の子である納富長昭 により再興され、その子孫は肥前佐賀藩（藩主は鍋島氏）の着座として続いた。

## 出自
納富氏 は、伊勢平氏（別名：桓武平氏）を祖とする伊勢から肥前国に移り住んだ武士の一族に由来する。
伊勢平氏（別名：桓武平氏）である納富氏は、壇ノ浦の戦い（1185年）など平家没落に際し、伊勢から船で筑前国姪浜に（現在の福岡市西区姪浜）上陸し、その後、山を超え、肥前国小城一帯に移り住んだ。
平安時代末期の治承4年（1180年）、千葉常胤も納富氏と同じく桓武平氏の流れをくむ一族の出ではあるが、伊豆国で挙兵した源頼朝が石橋山の戦いに敗れた後に安房国へ逃れると源頼朝は直ちに千葉常胤に加勢を求めたこともあり、千葉常胤は鎌倉幕府成立に貢献した有力御家人の一人となって、源氏側についた。
鎌倉時代の久２年（1191年）、関東の武将千葉常胤が、源頼朝から鎌倉幕府成立の恩賞として晴気荘を含む小城郡の総地頭職を賜った。これは千葉常胤が鎌倉幕府成立に貢献した有力御家人の一人であったからである。
このこともあり、桓武平氏の流れをくむ納富氏は、鎌倉時代、源氏側についた千葉常胤をはじめとする小城千葉氏が総地頭職とはいえ、直接、その配下につくことはなかった。
納富氏に深く関わる小城千葉氏について、文永の役（1274年）・弘安の役（1281年）と二度にわたる元寇は、いずれも暴風雨による元・高麗軍の壊滅という結果に終わったが、幕府はさらなる元寇を想定し、博多湾岸の警備を強めるため、九州へ出陣した御家人の帰郷を認めなかった。そのため、千葉宗胤も下総国へ帰国できず、却って弘安6(1283)年から正応4(1291)年にかけては大隅守護職に任じられるなど、九州での政務に忙殺されることになる。そして千葉宗胤はそのまま肥前国で没した。
肥前国小城郡に残った千葉宗胤傍流の子孫は、小城郡を中心に繁栄し、小城千葉氏として肥前国に強大な影響力を持つこととなった。
ところが、その後、小城千葉氏は室町時代中期から戦国時代にかけて起こった応仁の乱の（1467年～1478年）余波と、家督争いで祇園山城・晴気城に二分された。
このため勢力も二分されて勢力が減退し、東の祇園山（小城之城）に拠った惣領家の「東千葉氏（祇園千葉氏）」は大内氏と結び、晴気城の庶家「西千葉氏（晴気千葉氏）」は少弐氏と結んで互いに争った。その後、祇園千葉氏に少弐氏の血を引く千葉胤頼が入って、両千葉家は少弐氏と密接な関係を持つが、千葉胤頼は西千葉家・千葉介胤連を晴気城から追放して晴気城を占領したため、今度は千葉胤連が大内氏・龍造寺氏と結んで千葉胤頼と抗争。結局、千葉胤頼は千葉胤連の攻撃を受けて滅亡し、庶流の西千葉家（横岳千葉）の千葉胤連が千葉家の惣領となる。
このように小城千葉氏は、龍造寺氏と関係を深めた。
納富氏もこの抗争に巻き込まれていくことになった。納富氏は龍造寺氏が少弐氏の被官であった頃に臣従した。
その後、小城千葉氏の子孫である千葉胤連は龍造寺家や鍋島直茂（胤連の養子）の庇護を受け、千葉胤連の実子・胤信ははじめ龍造寺隆信から「龍造寺」姓を、江戸時代には「鍋島」姓を賜って佐賀藩の家老となった。
戦国時代の享禄３年（1530年）、納富信景が仕える龍造寺氏は、田手畷合戦で大内勢を撃破した後、勢力拡大路線を突き進んだ。そして龍造寺氏は、徐々に少弐氏を乗り越えて肥前の覇者への野望をいだくようになっていった。他方、少弐氏を盟主にして結束しようとした勢力の中心の１つが神代氏である。このような情勢の中、この神代氏と龍造寺氏との本格的な抗争は、天文10年（1541年）代から始まった。戦国時代ということもあり両氏の抗争は、その後、数十年に渡って激しさを増していった。
戦国時代の永禄９年（1566年）に干ばつが起こると、神代長良は、龍造寺氏と神代氏が抗争していたこともあり、仇敵にあたる納富信景の所領・千布（佐賀市金立町千布）などへの水流を密かにせき止めた。この水の問題で互いは争い、納富勢は劣勢となったこともあり、納富勢の一部は肥前国佐賀に移り住み、活路を見出した。その後、その一部が肥前国鹿島（現在の佐賀県鹿島市納富分井手分などの一帯）に移り住んだ。

## 納富氏の子孫「納富鍋島家」も誕生
肥前国小城一帯に留まった納富氏の一部は、肥前佐賀藩（藩主は鍋島氏）の上級家臣団として着座（武士である家臣の間に上下の序列を付けるために家格という序列制度）の被官「納富鍋島家」として続いた。佐賀藩で家老をつとめた納富鍋島家の鍋島市佑(夏雲･保脩／1802～82)は、長年にわたり、藩主家の家政機関の長である御年寄役を務め、藩主直属の最高合議機関である御仕組所での会議にも参加し、10代佐賀藩主鍋島直正を支えた。が、納富六郎左衛門など武士から儒学の学者に転身する者や地主などに転身する者もいた。
納富氏の子孫である、江戸時代末期の天保15年（1844年）に生まれた納富介次郎は、明治政府の万国博覧会出展に携わる他、長州の高杉晋作らと共に使節団として上海に約２ヶ月間滞在した。この納富介次郎は、現在の石川県立工業高等学校、富山県立高岡工芸高等学校、香川県立高松工芸高等学校および佐賀県立有田工業高等学校をそれぞれ創立し、校長を務めた。また、北浜銀行取締役兼支配人で福岡銀行取締役であった納富陳平(陣平)は、衆議院議員を務めた。納富信留は、2016年から東京大学大学院教授を務めている。

## 納富の姓の由来
日本では苗字が地名に由来することが多いことから、納富氏については、住所「佐賀県鹿島市納富分井手分」などの「納富」に由来すると安易に指摘されることがある。
しかしながら、この場合には「納富」に「分」が付いていることから、「納富分」とは、時の土地の権力者から「納富」氏の者に対して与えられた土地という意味合いのものであり、同様に「井手分」は、「井手」に「分」が付いていることから、「井手」氏の者に対して与えられた土地という意味合いのものである。
つまり、「納富」氏を名乗る者は、「納富分」という地名が誕生する前から存在していたことにつながる。
佐賀県鹿島市に存在する「納富分」は江戸時代から記録のある地名であるが、上述のとおり、納富信景は戦国時代から安土桃山時代にかけての武将であることから、佐賀県鹿島市に存在する「納富分」が「納富」氏の由来とすると、時系列に矛盾が生じる。
また上述のとおり、納富氏は、「肥前国鹿島」に居住する前に「肥前国小城一帯に移り住んだ」のであり、戦国時代から現在に至るまで「肥前国小城一帯」（現在の小城市一帯）に「納富」姓の者が居住し続けている事実が存在する。
このとおり「肥前国小城一帯」（現在の小城市一帯）に居住し続けている「納富」氏は、「肥前国鹿島」に由来するものではない。
したがって、「納富」という苗字を安易に地名「佐賀県鹿島市納富分井手分」に結び付けることには無理がある。
事実、納富信景は戦国時代から安土桃山時代にかけての武将であり、納富信景が「肥前国鹿島」に由来する事実は存在しない。
鎌倉時代から室町時代の武士の苗字は「役職」に由来したものも少なくはない。
「納富」は読んで字のごとく、「富」を「納める」、という「税」（ 全国の御家人に所領内の公田の広狭に応じて賦課した関東御公事、その他、座役、棟別銭、土倉役・酒屋役 ）に関する意味合いをもつ。

## 納富家の家紋
納富家の元来の家紋は「丸に剣花菱 （花菱・ 剣菱）」である。この「丸に剣花菱」は、勝海舟の家紋としても知られている。家紋の中に「剣」が描かれていることから、戦国時代の武将の名残が伺われる。